# Marília Pêra
Marília Soares Pêra (Rio de Janeiro, 22 gennaio 1943 – Rio de Janeiro, 5 dicembre 2015) è stata un'attrice, cantante e danzatrice brasiliana.

## Biografia
Nata a Rio de Janeiro, figlia dell'attore portoghese Manuel Maria Soares Pêra (1894-1967) e dell'attrice brasiliana di origini portoghesi ed italiane Dinorah Marzullo (1919-2013), dai 14 ai 21 anni lavorò come ballerina, avendo come manager il padre, che la seguì nei primi spettacoli televisivi. 
Nel 1965 entrò a far parte del cast della telenovela Rosinha do Sobrado, composta da cinquanta episodi. Fu poi una dei quattro attori protagonisti di O Cafona, la prima telenovela brasiliana caratterizzata da una colonna sonora comprendente anche musica straniera.
Fu anche attrice cinematografica, ottenendo il successo internazionale agli inizi degli anni ottanta col ruolo della prostituta Sueli in Pixote - La legge del più debole, che le valse il premio alla migliore attrice della Boston Society of Film Critics. Lavorò inoltre a lungo in teatro, mettendosi in evidenza nel monologo.
Come cantante incise cinque album, a partire dal 1975.
Morì nel 2015 a causa di un tumore polmonare nella sua casa di Rio.

## Vita privata
A soli 17 anni sposò il musicista Paulo Graça Mello, col quale mise al mondo l'attore e cantante Ricardo Graça Mello; il marito la lasciò vedova, vittima di un incidente stradale. Dopo la breve relazione con l'attore Marco Nanini, si unì in matrimonio con Agildo Ribeiro, Paulo Villaça e Nelson Motta, al quale diede due figlie, Esperança e Nina. Il suo quinto e ultimo marito fu l'economista Bruno Faria, col quale rimase sposata fino alla propria morte.

## Filmografia parziale

### Cinema
- O Homem Que Comprou o Mundo, regia di Eduardo Coutinho (1968)
- É Simonal, regia di Domingos de Oliveira (1970)
- O Donzelo, regia di Stefan Wohl (1970)
- Ana, a Libertina, regia di Alberto Salvá (1975)
- O Rei da Noite, regia di Héctor Babenco (1975)
- O Grande Desbum..., regia di Braz Chediak e Antonio Pedro
- Pixote - La legge del più debole (Pixote, a Lei do Mais Fraco), regia di Héctor Babenco (1980)
- Bar Esperança, regia di Hugo Carvana (1983)
- Sangue misto (Mixed Blood), regia di Paul Morrissey (1985)
- Anjos da Noite, regia di Wilson Barros (1987)
- Jenipapo, regia di Monique Gardenberg (1995)
- Tieta do Brasil (Tieta do Agreste), regia di Carlos Diegues (1996)
- Central do Brasil, regia di Walter Salles (1998)
- O Viajante, regia di Paulo César Saraceni (1998)
- Amélia, regia di Ana Carolina (2001)
- Seja o Que Deus Quiser!, regia di Murilo Salles (2002)
- Garrincha: Estrela Solitária, regia di Milton Alencar (2003)
- Acredite, um Espírito Baixou em Mim, regia di Jorge Moreno (2006)
- Living the Dream, regia di Allan Fiterman e Christian Schoyen (2006)
- Vestido de Noiva, regia di Joffre Rodrigues (2006)
- Polaróides Urbanas, regia di Miguel Falabella (2008)
- Nossa Vida Não Cabe Num Opala, regia di Reinaldo Pinheiro (2008)
- Embarque Imediato, regia di Allan Fiterman (2009)
- Tô Ryca!, regia di Pedro Antônio Paes (2015)

### Televisione
- Ilusões Perdidas (1965)
- O Cafona (1971)
- Luna piena d'amore (Lua Cheia de Amor) (1990-91)
- Cobras & Lagartos (2006)
- Duas caras (2007-2008)
- Aquele beijo (2011-2012)

## Riconoscimenti
- 1981 – Boston Society of Film Critics
  - Migliore attrice per Pixote - La legge del più debole (Pixote, a Lei do Mais Fraco)
- 1982 – National Society of Film Critics
  - Miglior attrice per Pixote - La legge del più debole (Pixote, a Lei do Mais Fraco)
- 1983 – Festival del Cinema di Gramado
  - Migliore attrice per Bar Esperança
- 1987 – Festival del Cinema di Gramado
  - Migliore attrice per Anjos da Noite